# Tunesische dinar
De dinar is de munteenheid van Tunesië. Eén dinar is duizend millime.
De Tunesische dinar is sinds 1960 de officiële munteenheid van Tunesië dat de Tunesische frank verving.
De volgende munten worden gebruikt: 10, 20, 50 en 100 millimes en ½, 1, 2 en 5 dinar. 

## Bankbiljetten
| Waarde (S/.) | Afmetingen  | Kleur  | Portret              |
| ------------ | ----------- | ------ | -------------------- |
| 5 dinar      | 137 × 70 mm | Groen  | Hannibal Barkas      |
| 10 dinar     | 148 × 73 mm | Blauw  | Abou el Kacem Chebbi |
| 20 dinar     | 153 × 76 mm | Oranje | Kheireddine Pacha    |
| 50 dinar     | 158 × 79 mm | Groen  | Ibn Rachik           |